# 会いたいから
「会いたいから」（あいたいから）は、2010年6月16日にリリースした韓国人歌手・Kの、日本で12枚目のシングル。

## 収録曲
1. 会いたいから [5:17]
（作詞・作曲：K・シライシ紗トリ、編曲：シライシ紗トリ）
  - SPD配給映画『瞬 またたき』主題歌
2. 会いたいから（Piano instrumental ver.） [4:16]
（作詞・作曲：K・シライシ紗トリ、編曲：K）
3. 会いたいから（Music video live recording ver.） [5:34]
（作詞・作曲：K・シライシ紗トリ、編曲：K）